# كمالية (نبات)
الكَمَالِيَة أو الخَمِيلَة أو حشيشة الفضة جنس نبات عشبي من الفصيلة الوردية، اسمه العلمي Alchemilla.

## الأنواع
- برقع السيدة (الاسم العلمي: Alchemilla mollis)
- حشيشة الفضة (الاسم العلمي: Alchemilla alpina)
- رجل الأسد (الاسم العلمي: Alchemilla vulgaris)
- الكمالية البرصية (الاسم العلمي: Alchemilla bursensis)
- الكمالية القفقاسية (الاسم العلمي: Alchemilla erythropoda)